# Hugues Canefro
Hugues Canefro (ou Canefri en italien), né en 1148 à Castellazzo Bormida (Piémont italien), mort le 8 octobre 1233 à Gênes (Italie), est un chevalier de l'Ordre de Saint-Jean de Jérusalem. Chapelain de la commanderie de Gênes il se dévoue pour les pauvres. Il est considéré comme saint par l'Église catholique, sa mémoire est célébrée le 8 octobre.

## Biographie
Hugues Canefro ((it) Ugo Canefri) est né vers 1168 dans une famille noble à Castellazzo Bormida, près d'Alexandrie (Piémont italien). Son père est Arnoldo Canefri et sa mère Valentina Fieschi (sœur du futur pape Innocent IV). De petite taille et de corpulence mince, Hugues a un grand cœur. Il est élevé dans la foi et les valeurs religieuses rigoureuses. Il rejoint les Chevaliers de Malte et devint prêtre de l'Ordre de Saint-Jean de Jérusalem. Il participe à la Troisième croisade, et à son retour, il est nommé gouverneur de la Commanderie de San Giovanni di Pré à Gênes. Ce vaste complexe hospitalier situé près du port comprend deux églises et un hôpital pour les malades et les pauvres,,. 
Hugues est très humble, et vit pauvrement, dormant sur une table, mangeant très peu, et soignant personnellement les malades, allant même jusqu'à leur laver les pieds. De son vivant, il devient rapidement célèbre pour sa gentillesse, mais également pour des « miracles » qui lui sont attribués par ses contemporains. Il était ainsi considéré comme « saint » par ses contemporains, de son vivant,,.
Il décède le 8 octobre 1233. Sa tombe est située dans l'église de San Giovanni di Prè à Gênes.

## Hagiographie
Considéré comme saint de son vivant, plusieurs miracles lui ont été attribués et rapporté par ses contemporain (miracles survenus de son vivant mais aussi après sa mort). Son biographe Giacomo Bosio en a rédigé les récits. Parmi les plus célèbre et qui ont également donné lieu à une iconographie importante, nous avons celui de la source jaillit du rocher. Le récit de ce « miracle » peut se résumer ainsi : « Un jour, alors qu'Hugues est absorbé par la prière, il entend les lamentations d'un groupe de blanchisseuses se disputant le peu d'eau dont elles disposent pour laver le linge des pauvres hospitalisés. Le prêtre, est pris de pitié, il choisit un gros rocher et, d'un signe de croix, fait jaillir une source d'eau pure, si abondante qu'elle sert aussi à tous les autres besoins du village ». Cette source existe toujours et elle a la réputation d'avoir des propriétés thaumaturgiques,. 
Un autre miracle également très représenté en peinture est celui de la tempête apaisée : « un jour où la mer est démontée, les vagues très hautes et effrayantes, un navire se trouve à la merci de la tempête au large de la ville. Les pêcheurs à bord prient, pensant que leur fin est venue. Sur le rivage, les femmes des marins, désespérées pleurent. Mères, sœurs, filles et épouses implorent Hugues d'intervenir pour sauver leurs proches. Le prêtre prie, tendant les mains vers la mer comme pour la bénir, et soudain, les eaux se calment et le navire atteint le port, avec sa cargaison d'hommes sains et saufs ». Dans un autre récit, lors d'un banquet, Hugues aurait transformé l'eau en vin. Enfin, plusieurs fois, durant la messe, il aurait été vu soulevé dans les airs. Ces différents « récits de miracles » font écho à des récits similaires relatés dans la Bible,.
Giacomo Bosio historien de son ordre a rédigé une biographie du saint racontant ces miracles, dont les récits avaient été reçus sous serment par l'archevêque de Gêne Ottone Ghilini (dit Ottone II Ghiglini).

## Notoriété et Culte
Peu de temps après sa mort, sur demande du pape Grégoire IX, l'évêque Ottone Ghilini d'Alexandrie (qui deviendra archevêque de Gênes de 1203 à 1239), a institué le procès canonique sur les vertus et les miracles du prêtre de l'Ordre de St Jean de Jérusalem. Il a compilé les résultats de cette enquête canonique sous forme d'un résumé qui a été conservé à la Commanderie de Gênes. Une copie de ces documents ont été transmise à l'historien de l'Ordre de Jérusalem : Giacomo Bosio. Ce dernier les a ainsi intégré dans la deuxième édition de son Histoire de l'ordre, publiée à Rome en 1621. Ce document est la source d'informations les plus fiables sur saint Hugues dont nous disposions.
Hugues Canefro est considéré comme Saint par l’Église catholique. Sa mémoire liturgique est célébrée le 8 octobre. Son culte est particulièrement présent à Alexandrie, à Gênes et dans l'Ordre de Malte.
L'église inférieure de l'important édifice de la Commanderie de San Giovanni di Pré, situé juste en face du port de la ville, lui est dédiée. Elle accueille également sa sépulture.